# Crooked Island (ö i Bahamas)
Crooked Island är en ö i Bahamas.   Den ligger i distriktet Crooked Island and Long Cay District, i den sydöstra delen av landet, 400 km sydost om huvudstaden Nassau. Arean är 148 kvadratkilometer.
Terrängen på Crooked Island är mycket platt. Öns högsta punkt är 41 meter över havet. Den sträcker sig 19,8 kilometer i nord-sydlig riktning, och 35,4 kilometer i öst-västlig riktning.
Följande samhällen finns på Crooked Island:
- Colonel Hill

Trakten runt Crooked Island är nära nog obefolkad, med mindre än två invånare per kvadratkilometer.